# Desborough
Desborough este un oraș în comitatul Northamptonshire, regiunea East Midlands, Anglia. Orașul se află în districtul Kettering.